# Keltie-Gletscher
Der Keltie-Gletscher ist ein 48 km langer Gletscher in der antarktischen Ross Dependency. Er fließt vom Pain-Firnfeld in südwestlicher Richtung um die Ausläufer der Commonwealth Range herum und dann in nordwestlicher Richtung am Ranfurly Point zum Beardmore-Gletscher. 
Teilnehmer der Nimrod-Expedition (1907–1909) unter der Leitung des britischen Polarforschers Ernest Shackleton entdeckt ihn. Shackleton benannte ihn nach John Scott Keltie (1840–1927), dem Sekretär der Royal Geographical Society von 1892 bis 1915.